# 白明达
白明達（英文：Pai Ming Ta，漢語拼音：Bái Míng Dá），隋唐時期琵琶手、宮廷作曲家，龜茲人。
本族名Aqqari Manda，汉名白明達。他在隋朝時随突厥阿史那公主（處羅可汗阿史那的三女兒）進入大兴城。隋文帝開皇元年（581年）開始活躍於中原樂壇，炀帝时官拜樂正，负责宫中西域樂舞演練及创作乐曲。炀帝撰辭、白明達譜曲，被稱作「造新声」，著有《万岁乐》、《藏钩乐》、《七夕相逢乐》、《投壶乐》、《舞席同心髻》、《玉女行觞》、《神仙留客》、《掷砖续命》、《斗鸡子》、《斗百草》、《泛龙舟竣》、《还旧宫》、《长乐花》、《十二时》等曲。
隋亡後，白明達又受到唐太宗的賞識，官拜太乐府，仍然负责樂舞演練及创作乐曲。唐高宗时，他受命创作了著名的唐曲《春莺啭》，此曲不僅與同爲西域疏勒作曲家的裴神符创作的《火凤》并称「二绝」，更是遠播海外，日本有雅樂舞蹈《春鶯囀》卽是根據唐曲《春鶯囀》改編而來。